# Alison dos Santos
Alison Brendom Alves dos Santos (ur. 3 czerwca 2000 w São Joaquim da Barra) – brazylijski lekkoatleta specjalizujący się w biegach płotkarskich.
W wieku 10 miesięcy uległ wypadkowi domowemu. Oparzenie olejem trzeciego stopnia pozostawiło na jego głowie charakterystyczne blizny.
Jego pierwszą dużą imprezą międzynarodową były mistrzostwa świata juniorów młodszych (2017), podczas których zajął 5. miejsce w finale biegu na 400 metrów przez płotki. W 2018 zdobył w Tampere brązowy medal mistrzostw świata juniorów oraz sięgnął po trzy krążki młodzieżowego czempionatu Ameryki Południowej. 
Na początku 2019 zdobył dwa medale seniorskich mistrzostw kontynentu. Podczas każdej kolejnej dużej imprezy w tym roku poprawiał rekord życiowy oraz młodzieżowy rekord Ameryki Południowej. W lipcu najpierw triumfował na uniwersjadzie w Neapolu, a następnie na mistrzostwach panamerykańskich juniorów w San José. W sierpniu z kolei odniósł największy na ten czas sukces, zdobywając złoto igrzysk panamerykańskich w Limie. We wrześniu z kolei awansował do finału 400 metrów przez płotki podczas mistrzostw świata w Dosze, zajmując w nim ostatecznie 7. miejsce.
W 2021 zdobył brązowy medal igrzysk olimpijskich rozgrywanych w Tokio. W finałowym biegu Karsten Warholm ustanowił z czasem 45,94 rekord świata. Wynik dos Santosa (46,72) był trzecim w tabeli wszech czasów.
W 2022 zdobył w Eugene tytuł mistrza świata na dystansie 400 metrów przez płotki, ustanawiając czasem 46,29 aktualny rekord czempionatu w tej konkurencji i poprawiając własny rekord Ameryki Południowej.
Złoty medalista mistrzostw Brazylii.
Rekord życiowy w biegu na 400 metrów przez płotki: 46,29 (19 lipca 2022, Eugene) – rekord Ameryki Południowej, 3. wynik w historii światowej lekkoatletyki. 

## Osiągnięcia
| Rok  | Impreza                               | Miejsce   | Konkurencja                | Pozycja    | Wynik   |
| ---- | ------------------------------------- | --------- | -------------------------- | ---------- | ------- |
| 2017 | Mistrzostwa świata juniorów młodszych | Nairobi   | bieg na 400 m przez płotki | 5. miejsce | 53,98   |
| 2018 | Mistrzostwa świata juniorów           | Tampere   | bieg na 400 m przez płotki | 3. miejsce | 49,78   |
| 2018 | Młodzieżowe mistrzostwa Ameryki Płd.  | Cuenca    | bieg na 400 metrów         | 2. miejsce | 45,97   |
| 2018 | Młodzieżowe mistrzostwa Ameryki Płd.  | Cuenca    | bieg na 400 m przez płotki | 1. miejsce | 50,56   |
| 2018 | Młodzieżowe mistrzostwa Ameryki Płd.  | Cuenca    | sztafeta 4 × 400 metrów    | 2. miejsce | 3:09,90 |
| 2019 | Mistrzostwa Ameryki Południowej       | Lima      | bieg na 400 m przez płotki | 1. miejsce | 49,89   |
| 2019 | Mistrzostwa Ameryki Południowej       | Lima      | sztafeta 4 × 400 metrów    | 2. miejsce | 3:04,13 |
| 2019 | Uniwersjada                           | Neapol    | bieg na 400 m przez płotki | 1. miejsce | 48,57   |
| 2019 | Mistrzostwa panamerykańskie juniorów  | San José  | bieg na 400 m przez płotki | 1. miejsce | 48,49   |
| 2019 | Igrzyska panamerykańskie              | Lima      | bieg na 400 m przez płotki | 1. miejsce | 48,45   |
| 2019 | Mistrzostwa świata                    | Doha      | bieg na 400 m przez płotki | 7. miejsce | 48,28   |
| 2021 | Igrzyska olimpijskie                  | Tokio     | bieg na 400 m przez płotki | 3. miejsce | 46,72   |
| 2022 | Mistrzostwa świata                    | Eugene    | bieg na 400 m przez płotki | 1. miejsce | 46,29   |
| 2023 | Mistrzostwa świata                    | Budapeszt | bieg na 400 m przez płotki | 5. miejsce | 48,10   |
| 2024 | Igrzyska olimpijskie                  | Paryż     | bieg na 400 m przez płotki | 3. miejsce | 47,26   |